# تري بيني
سوسييتا بوليسبورتيفا تري بيني (إيطالية: S.P. Tre Penne) هو نادي كرة قدم مقره في مدينة سان مارينو. تأسس النادي في عام 1956. في 9 يوليو 2013، أصبح تري بيني أول فريق سان ماريني يفوز بمباراة في منافسة أوروبية بعد فوزه على نادي شيراك 1–0 في مباراة الإياب من مواجهة الجولة التأهيلية الأولى لدوري أبطال أوروبا 2013–14.

## روابط خارجية
- الموقع الرسمي نسخة محفوظة 28 سبتمبر 2007 على موقع واي باك مشين.